# Huang Taiji
Huang Taiji (28 novembre 1592 – 21 settembre 1643) è stato un politico e condottiero cinese, meglio conosciuto con l'appellativo Abahai.
Fu l'ottavo figlio del sovrano Nurhaci, al quale successe nel 1626. Proseguì l'opera del padre incorporando le prime unità cinesi nel suo esercito, e adottò inoltre diverse istituzioni politiche Ming nel suo stato Manciù, ma fornì anche alla dominazione Manciù tali istituzioni, attraverso un sistema di quote. Quando Lingdan Khan, l'ultimo gran Khan dei Mongoli, morì nel 1634 sulla strada per il Tibet, suo figlio Ejey si arrese ai Manciù e consegnò il grande sigillo della dinastia Yuan a Huang Taiji. Nel 1636 Huang Taiji fondò la dinastia Qing ("pura"). In una serie di campagne militari sottomise la Mongolia interna e la Corea e assunse il controllo della regione del fiume Amur (Heilongjiang).
Morì prima della presa di Pechino, ma i suoi figli sconfissero i Ming nel 1644 e la nuova dinastia Qing regnò su tutta la Cina.